# Dur Šarrukin (Assyrien)

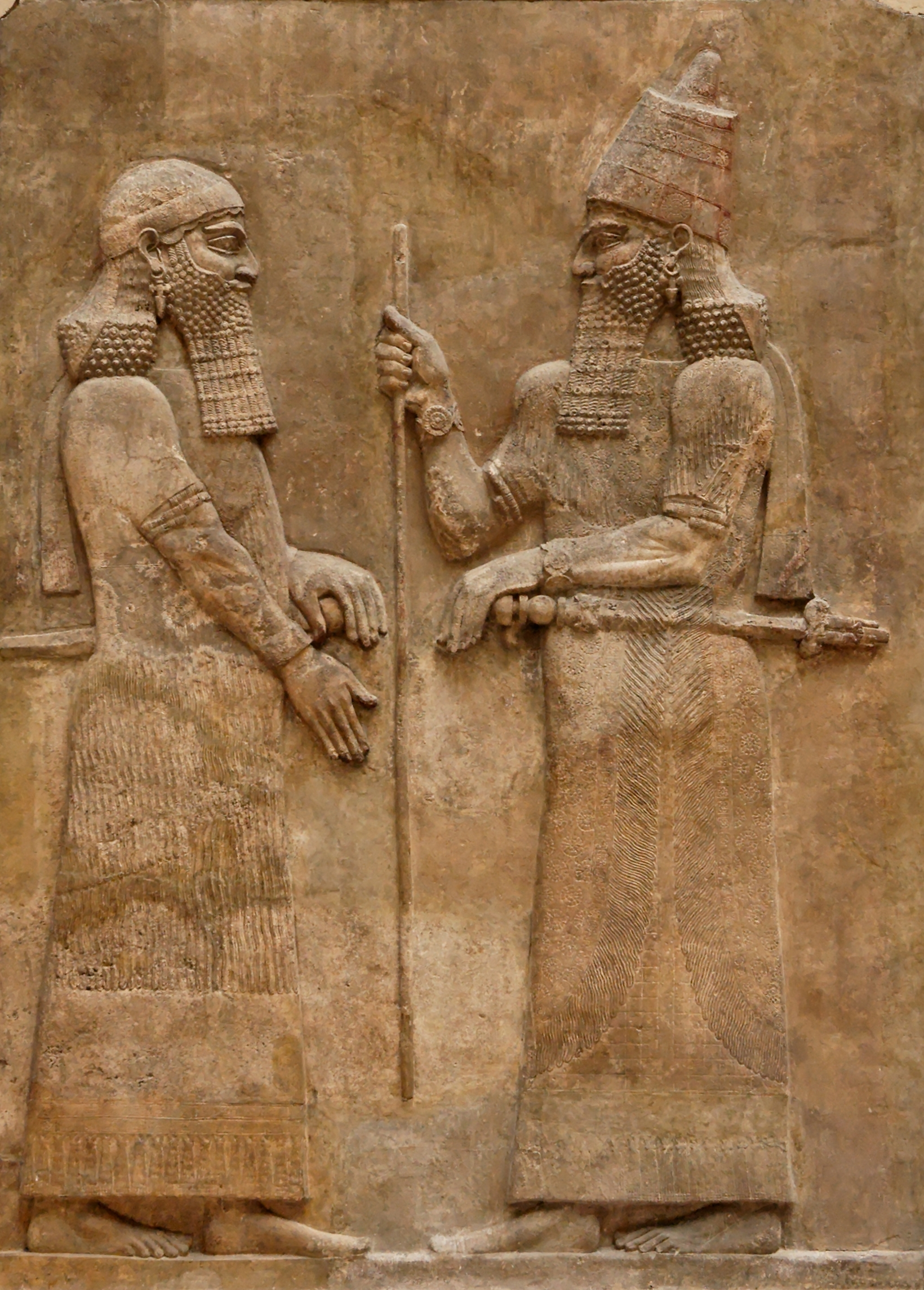
Sargon II. und ein Beamter

Dur Šarrukin, auch Dur Scharrukin (assyrisch Mauer/Landfestung des Sargon; heutiges Chorsabad), war eine assyrische Stadt, die 16 km nordöstlich von Ninive im heutigen Irak lag.

## Geschichte
Im neunten Regierungsjahr übernahm Sargon II. die alte Stadt Magganubka am Fuße des Gebel Muzri und traf im Jahr 713/712 v. Chr. Vorbereitungen für den Bau seiner neuen Königsresidenz. 712 v. Chr. begann der Assyrerkönig im dritten Monat Simanu („Ziegelmonat“) mit den ersten Ausschachtungsarbeiten, denen im fünften Monat Abu („der günstig ist für Gründungen“') die Einweihung des Fundamentes mit der Legung des Temennu folgte.
706 v. Chr. konnte Sargon II. nach sechsjähriger Bauzeit in seinen neuen Palast einziehen. Als er jedoch zwei Jahre später starb, verlegte sein Nachfolger Sanherib die Hauptstadt nicht zurück in die alte Hauptstadt Kalhu (Nimrud), sondern nach Ninive in seinen Süd-West-Palast. Die Stadt wurde nach der Verwüstung durch die Truppen einer babylonisch-medischen Koalition im Jahr 612 v. Chr. zerstört.

## Archäologische Stätte

### Ausgrabungsgeschichte

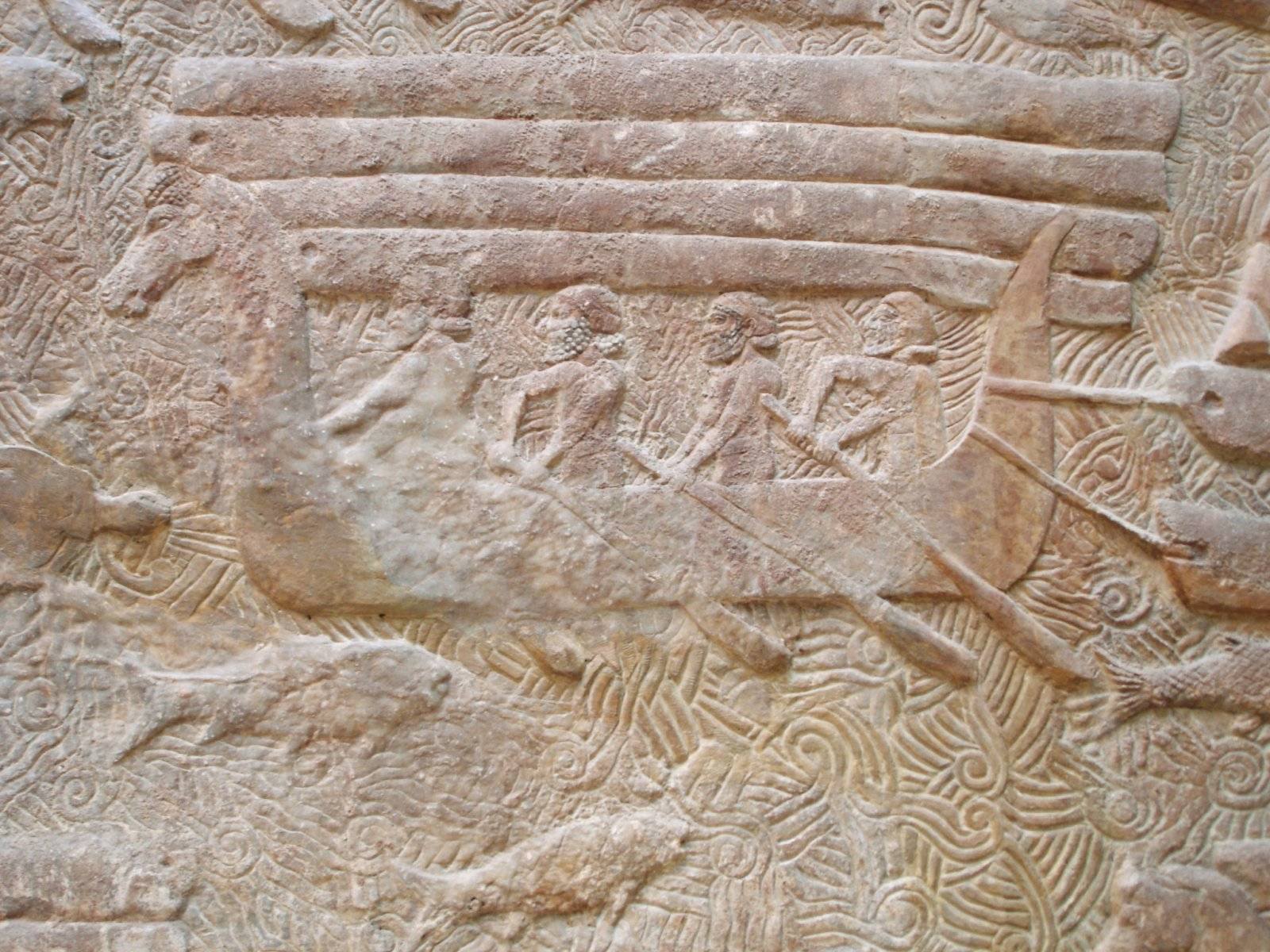
Transport von Zedern aus dem Libanon nach Assyrien

Paul-Émile Botta glaubte bei seiner Entdeckung 1843 Ninive entdeckt zu haben, was sich aber schnell als falsch herausstellte. Victor Place und Félix Thomas nahmen 1851 bis 1855 Ausgrabungen vor. 1852 versanken bei einer Katastrophe beim Transport von Artefakten nach Paris viele Reliefs im Schatt al-Arab und wurden bis heute nicht wiedergefunden. 1928 (bis 1935) wurden die Grabungen vom Oriental Institute der University of Chicago unter der Leitung der Archäologen Henri Frankfort und G. Loud wieder aufgenommen. Die Funde aus Dur Scharrukin sind heute über die halbe Welt verteilt und finden sich im Louvre in Paris, im British Museum in London, in der Eremitage in Sankt Petersburg, in Bagdad und Chicago.

### Archäologischer Befund

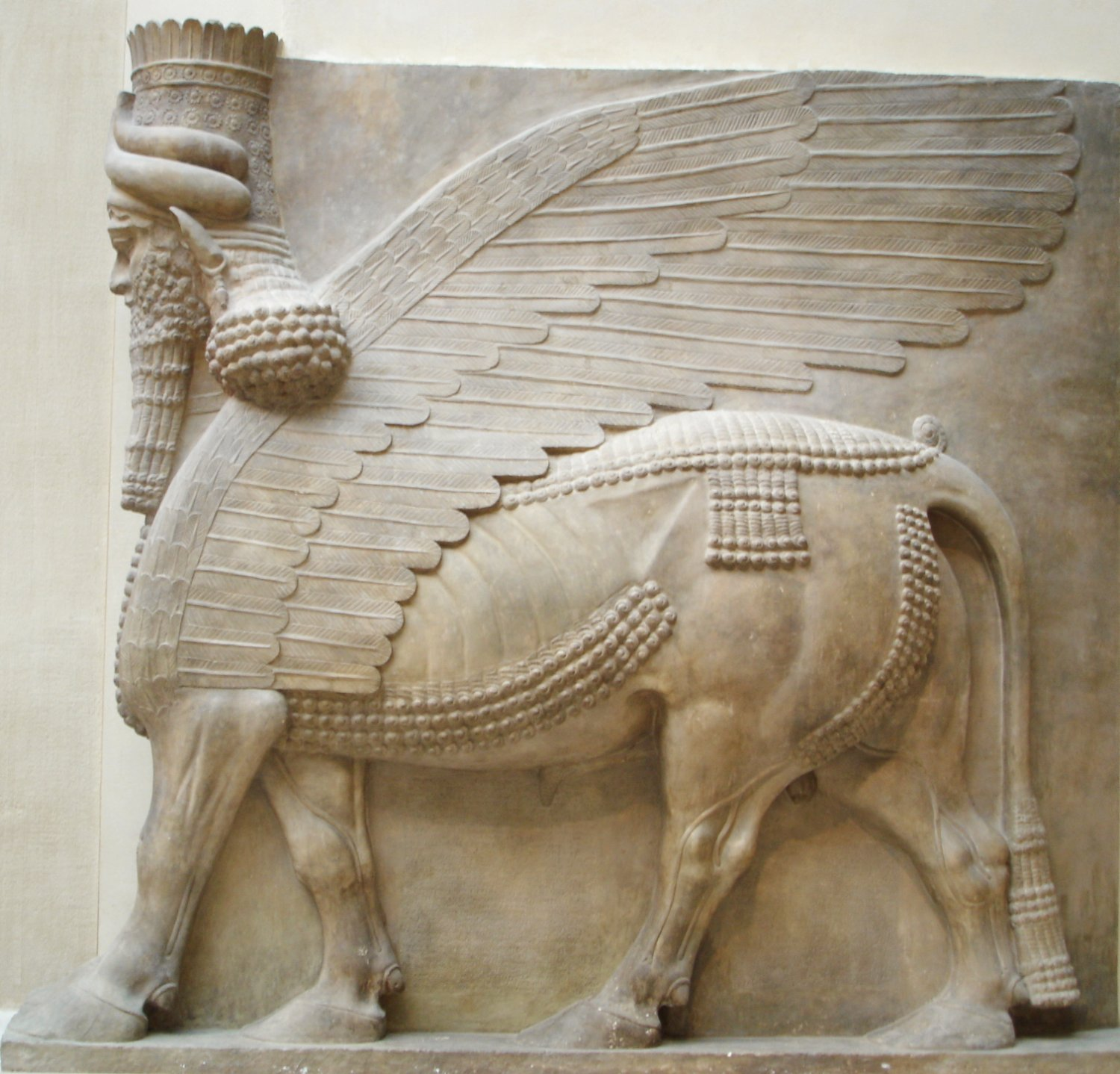
Lamassu (Torwächterfigur)

Die Residenz war keine Stadt im herkömmlichen Sinne, eher eine Zitadelle, wurde nahezu quadratisch angelegt (1760 m auf 1635 m) und umfasst eine Fläche von rund 3 km². Dur Scharrukin wurde von einer mächtigen Mauer mit 183 Türmen und mit sieben Toren umgeben. Die Länge der Stadtmauern entspricht genau vier SAR (14400 Ellen), drei NER (1800 Ellen), ein UŠ (60 Ellen), drei Rohr (18 Ellen) und zwei Ellen oder umgerechnet 16280 Ellen (8140 m), die numerische Entsprechung des Namens Sargon.
Auf einer 15 m hohen Terrasse wurde der riesige Königspalast gebaut, der sogar schon im Jahr 708 v. Chr. fertiggestellt wurde. Im Palast gab es zahlreiche Repräsentations- und Wohnräume, Tempelanlagen und Wirtschaftstrakte. Beherrscht wurde die Residenz von einer vermutlich siebenstufigen, 42,6 m hohen Zikkurat. Der Palast war mit Basreliefs ausgestattet, die die Kriegszüge Sargons und Torhüterstatuen zeigten. Die Torhüter waren Mischwesen, entweder menschenköpfige Stiere oder geflügelte Mischwesen. Der Palast war die größte je geschaffene Residenz des Orients. Neben dem Königspalast, den Tempelanlagen (unter anderem ein Nabu-Tempel) und Verwaltungsgebäuden gab es innerhalb der Zitadelle auch mehrere Prinzenpaläste. Auch außerhalb der Mauern gab es einen weiteren Palast, sowie einen zweiten, sogar befestigten Palast, der als Wohngebäude und Arsenal genutzt wurde.
In unmittelbarer Umgebung der Stadtanlage befindet sich der Ruinenhügel Tappa Gaura.

### Zerstörungen durch den Islamischen Staat
Anfang März 2015 wurde bekannt, dass Aktivisten und Kämpfer des Islamischen Staats (IS) begonnen hätten, Teile von Dur Šarrukin zu sprengen und die Fundstätte zu plündern. In der Ideologie des IS gelten die assyrischen Bildwerke als Abgötterei, die nicht mit dem Islam vereinbar sei. Archäologen und Altertumswissenschaftler reagierten weltweit mit Empörung und Entsetzen.